# Airtight Games
Airtight Games — независимый разработчик видеоигр, основанный в 2004 году бывшими сотрудниками FASA Studio, Will Vinton Studios, Microsoft и других студий.

## Закрытие компании
2 июля 2014 года студия, по сообщениям игровых СМИ, оказалась закрыта — всего несколько недель спустя после релиза последней игры, Murdered: Soul Suspect.

## Созданные игры
- Dark Void (2010 год)
- Quantum Conundrum (2012 год)
- Murdered: Soul Suspect (2014 год)